# Maurren Maggiová
Maurren Higa Maggi (* 25. června 1976, São Carlos) je brazilská atletka, jejíž specializací je skok daleký. Věnuje se také běhu na 100 metrů překážek.
V roce 2003 měla pozitivní dopingový nález na anabolický steroid clostebol a později dostala dvouletý trest . Maggiová se provdala za brazilského jezdce Antônia Pizzonia. V roce 2008 získala na halovém MS ve Valencii stříbrnou medaili, když ve finále prohrála pouze s portugalskou dálkařkou Naide Gomesovou.
Největší úspěch své kariéry zaznamenala na letních olympijských hrách v Pekingu 2008, kde 22. srpna vybojovala za výkon 704 cm zlatou medaili. O pouhý jeden cm porazila ve finále Rusku Taťánu Lebeděvovou . Na mistrovství světa v Berlíně 2009 skončila ve finále na sedmém místě (668 cm).